# سیاست در عراق
ساختار حکومت عراق متشکل از یک مجلس نیابتی مقننه که مجریه و قضائیه را انتخاب می‌کند و یک دولت فدرالی همراه با استانهای خودمختار تشکیل شده‌است. بعد از سقوط حکومت دیکتاتوری صدام حسین و تشکیل جمهوری عراق در سال ۲۰۰۳، نخستین قانون اساسی دموکراتیک این کشور در ۱۵ اکتبر ۲۰۰۵ به تصویب رسید. در این نوع از قدرت‌مداری که در زمره نظام‌های مردم‌سالار پارلمانی دسته‌بندی می‌شود، نخست‌وزیر قدرتمندترین در میان ارکان سه‌گانه است. مردم با آراء مستقیم نمایندگان مجلس را تعیین می‌کنند و مجلس موظف است رئیس‌جمهور و نخست‌وزیر را انتخاب و تأیید صلاحیت کند.

## قوه مجریه

### نخست‌وزیر
این نوع حکومت از نوع پارلمانی است که در آن قوه مجریه در اختیار نخست وزیر عراق بوده که توسط نمایندگان ائتلاف اکثریت مجلس نمایندگان عراق برای یک دوره ۴ ساله از بین عرب‌های شیعه انتخاب می‌شود. شورای نخست‌وزیر متشکل از نخست‌وزیر، دو جانشین و ۳۷ وزیر کابینه است. برای تشکیل دولت، نخست‌وزیر و کابینه‌اش می‌بایست بتواند رای حداقل دو سوم نمایندگان مجلس را کسب بکند. نخست وزیر عراق فرمانده کل نیروهای مسلح است. عمر هر دولت در عراق ۴ سال می‌باشد.

### رئیس‌جمهور
رئیس‌جمهور عراق نیز توسط  دو سوم مجلس عراق از بین کردها تعیین می‌شود. از وظایف رئیس‌جمهور تنفیذ نخست وزیری بعد از انتخاب مجلس، تصویب معاهده‌ها و قوانینی که توسط مجلس نمایندگان تصویب شده یا برگشت آن‌ها به مجلس جهت تجدیدنظر؛ و همچنین امور قضایی شامل عفو و تخفیف مجازات‌های مجرمان جزایی که توسط نخست‌وزیر پیشنهاد می‌شود. نهاد ریاست جمهوری عراق متشکل از رئیس‌جمهور و دو معاون وی است.

## قوه مقننه
مجلس نمایندگان عراق یا مجلس نواب عراق، نقش قوه مقننه این کشور را ایفا می‌کند. از زمان سرنگونی حکومت صدام حسین در سال ۲۰۰۳ تاکنون، سه مجلس عراق تشکیل شده‌است. نخستین مجلس در سال ۲۰۰۶ و دومین مجلس در سال ۲۰۱۰ تأسیس شد. سومین مجلس در سال ۲۰۱۴ تشکیل شد. در نخستین مجلس تعداد صندلی‌های اختصاص‌یافته ۲۷۵ عدد بود که در مجلس دوم این تعداد به ۳۲۵ عدد افزایش یافت. نمایندگان مجلس عراق در یک روند دموکراتیک از طریق آراء مستقیم مردم عراق برای ۴ سال تعیین می‌شوند. بر اساس جمعیت عراق تقریباً ۶۵ درصد شیعیان و ۲۰ درصد اکراد و ۱۰ درصد تسنن و ۵ درصد سایر می‌باشند.حداقل یک چهارم کل نمایندگان مجلس عراق می‌بایست از میان خانم‌ها انتخاب شده باشند. از وظایف مجلس عراق می‌توان به وضع قوانین، انتخاب رئیس‌جمهور ، همچنین انتخاب و نظارت بر عملکرد دولت نخست وزیر می‌باشد.

## قوه قضائیه
قوه قضائیه عراق نهادی مستقل است و تحت هیچ سازمانی فعالیت نمی‌کند؛ اما رئیس‌جمهور در عفو یا تخفیف جرایم صاحبنظر است. زیربخش‌های آن عبارتند از: شورایعالی قضاوت، دادگاه عالی فدرال، اداره پیگرد قضایی، دادگاه فرجام‌خواهی، کمیسیون جرائم غیر عمد و سایر دادگاه‌های فدرال تشکیل شده‌است. شورایعالی قضاوت مسئول نظارت بر عملکرد سایر بخش‌های قضایی کشور است. فقط دادگاه عالی فدرال حق مداخله در منازعات داخل ارکان حاکمیت عراق را دارد.

## احزاب سیاسی عراق
در حال حاضر در حدود ۶۰ حزب سیاسی قانونی و غیرقانونی در عراق فعال هستند که در حدود ۳۰ حزب در مجلس عراق دارای نماینده هستند و از سرشناس‌ترین احزاب سیاسی عراق در قومیت اکراد سه حزب: بارزانی ، طالبانی ، اسلامگراها. تسنن دو حزب: نجیفی ، مطلک. شیعیان با چهار حزب بزرگ: مالکی ، صدر ، حکیم ، علاوی ؛ به حساب می‌آیند.
ّ